# A hobbit
A hobbit vagy: oda-vissza, Szobotka Tibor fordításában: A babó (eredeti címe: The Hobbit, or There and Back Again) J. R. R. Tolkien eredetileg gyerekeinek írt meseregénye. Először 1937. szeptember 21-én publikálták az Egyesült Királyságban, jelölték a Carnegie Medalra és megkapta a New York Herald Tribune legjobb gyerekkönyvnek járó díját. A könyv a mai napig rendkívül népszerű és a klasszikus gyermek-irodalom fontos darabja. A jámbor hobbit, Zsákos Bilbó messzi tájakra jut el, hogy segítsen 13 törpnek visszaszerezni elkobzott vagyonukat a nagy és rettenetes sárkány, Smaug karmai közül. A regényben Tolkien mitológiájának népei tűnnek fel (a fentieken túl még többek között tündék, orkok, trollok, wargok), Bilbó pedig, ahogy az otthon melegét elhagyva vad és veszélyes helyekre keveredik, látványos jellemfejlődésen megy keresztül. A regény kicsúcsosodása az öt sereg csatája, amelyben szinte az összes, előző fejezetekből megismert karakter és lény feltűnik.
A regény jó fogadtatása miatt a kiadó, az Allen and Unwin folytatást kért Tolkientől. Ekkor kezdte el írni a Gyűrűk Urát, és közben változtatásokat végzett a Hobbiton, hogy a két regény cselekménye passzoljon egymáshoz. Ezek a változtatások a könyv második kiadásában láttak napvilágot.
A regényt a 2010-es évek elején Peter Jackson új-zélandi rendező három részben megfilmesítette, a filmek kasszasikert jelentettek a készítők számára.

## Története
Tolkien már az 1920-as évektől kezdve írt meséket a gyerekeinek, ezek a következők: Kóborló és varázsló (Roverandom), Mr. Bliss (Mr. Bliss), A Mikulás levelei (The Father Christmas Letters), A sonkádi Egyed Gazda (Farmer Giles of Ham). Ezek a mesék később írásban is megjelentek. A hobbit először is annyiban különbözik ezektől, hogy nem elbeszélt, hanem már eredetileg írott műnek indult, bár a szerző egyes fejezeteit megírásuk után (az 1930–1931-es évektől kezdve) felolvasta gyermekeinek. További különbség, hogy A hobbit volt az első olyan nagyobb írása, mely, mint később több más is, születése közben a szerző régóta fejlődő és őt végül világszerte ismertté tévő, a tünde mitológiának otthont adó fantáziavilágának (lásd Középfölde) részévé vált.
A hobbit első verzióira az 1920-as és 30-as évek fordulójáról vannak utalások: a Tolkien-gyerekek ezekből az évekből emlékeztek ezen kalandok felolvasásaira. Mára szinte legendássá váltak az első mondat leírásának körülményei. Humphrey Carpenternek az író naplóin és levelein alapuló Tolkien-életrajza szerint Tolkien professzor éppen egyetemi vizsgadolgozatokat javított, amikor eszébe ötlött a majdani mű nevezetes első sora, ami olyan furcsán hatott rá, hogy zavarában az egyik dolgozatlap üres hátoldalára firkantotta le: Élt egyszer egy földbe vájt üregben egy hobbit.
Az írás keletkezésének pontos datálása több ok miatt is nehéz, mert Tolkien nem dátumozta meg a korai formáit hordozó nyers szövegváltozatokat, de visszaemlékezéseinek ellentmondásossága miatt is. Egyes utólagos visszaemlékezései szerint az első mondat leírásához vezető ihletet 1930-ban vagy 1931-ben kaphatta:
„Máig látom a Northmoor Road 20-as számú házam sarkát, ahol az ötlet első bevillanása történt. Ott [jobbra mutat] állt egy óriási halom vizsgadolgozat […]. Emlékszem, ahogy felemeltem egy lapot és észrevettem […], hogy az egyik oldalát üresen hagyták. […] így hát ráfirkantottam, magam sem tudom, miért: »Élt egyszer egy földbe vájt üregben egy hobbit«.”. (eredetiben: "In a hole in the ground there lived a hobbit")
Ha Tolkien helyesen emlékezett, akkor az „ötlet első bevillanása” nem történhetett 1930 előtt, mivel ebben az évben költöztek a Northmoor Road 20-ba; több bizonyíték azonban arra utal, hogy az említett interjúban mégsem emlékezett helyesen; és az első mondat a húszas évek végén, valószínűleg 1928 nyarán született, az ihlet után a kidolgozás évekig elhúzódott. Mint maga is írta: „Nem tudtam és ma sem tudom, miért firkantottam le az első mondatot; Sokáig nem kezdtem vele semmit, és évek múlva sem jutottam túl azon, hogy megrajzoltam Thrór térképét”.
A hobbit egyik lehetséges irodalmi előzménye, az E. A. Wyke-Smith által írt A snergek csodálatos országa c. kötet 1927-ben jelent meg, így 1927 előtt valószínűleg nem születhetett A hobbit. A szerző fia, Michael Tolkien egyes feljegyzései szerint A hobbit már 1929-ben létezett, Tolkien szerint pedig legidősebb fia (John) 13 éves volt (1930), amikor felolvasta neki az első fejezeteket (ha az első mondat és a többi megírása között valóban évek teltek el, és a fejezetek kidolgozása is hosszú időbe telt; mely utóbbit a Tolkien-fiúk visszaemlékezései is megerősítik, akkor az első mondat nem születhetett 1930-ban, hanem előbb).
A harmincas évek elejétől kéziratról kéziratra és tisztázatra haladva fejlődött a szöveg, amit 1930–31 telének estéin mesélhetett el először a gyerekeknek.
1933-ban az író barátja és „házi” kritikusa, C. S. Lewis már véleményt mondott egy (igaz, befejezetlen) változatáról; 1936-ban pedig Tolkien már kimondottan a kiadás reményével fordult újra a történet felé, hogy az addig csak vázlatosan kidolgozott befejezést is megírja. A harmincas évek második felében a még kiadatlan regényből fejezeteket olvasott fel az Inklingek összejövetelein.

### Publikálás
A regény első angol kiadása 1937. szeptember 21-én jelent meg az Allen & Unwin kiadónál. Fogadtatása kedvező volt a közönség és a kritikusok nagy többségének körében. A legelső kritikusok is észrevették, hogy mily mértékben építkezik az észak- és északnyugat-európai mítoszok és mesék elemeiből is, s megjegyezték, mennyire „tanult mese” a regény: alkotó módon vesz át a verses Eddából (Gandalf és a törpök nevei), az óangol Beowulf cselekményéből, klasszikus tündérmesék elemeiből; de kortárs hatásokat is magába olvasztott (ld. irodalmi előzmények).
A regény sikere nem volt minden előzmény nélküli: a kiadó három, tőle szokatlan egész oldalas előzetes hirdetésben jelentette be a „talán egy új Alice csodaországban” szerepét betöltő „az év gyerekkönyve” megjelenését (a Publishers´ Circular és a The Publisher & Booksteller február 6-i, július 3-i, és szeptember 4-i számai). A kiadó a Tolkiennek és a C. S. Lewisnak küldött tisztelet- és recenziós példányokon kívül kritikusoknak (Richard Hughes, Arthur Ransom) is kiküldött példányokat véleményezésre, és a kapott kritikákból az említett folyóirat november 6-i számában újabb egész oldalas hirdetést tett közzé. További reklámfogásként a kiadó Museum Streeten elhelyezkedő központjában A hobbit kb. ötven példányát felhasználva művészien berendeztek egy kirakatot, és erről is megjelent egy kisméretű fénykép (Publishers´ Circular and The Publisher & Booksteller, 1937. november 20.).
Ahogy abban az időben számos brit kiadónak, az Allen & Unwinnek is szerződése volt egy amerikai kiadóval, a bostoni Houghton Mifflin Company (HMC) céggel, ennek értelmében az A&U felkínálta a HMC-nek a lehetőséget mint előjogot a regény amerikai kiadására. Az Amerikai Egyesült Államokban a regény kiadását 1938. február 23-ára jelentették be a Retail Bookseller c. folyóiratban; de a könyv első amerikai példányai csak március 2-ára készültek el.
A hobbit műfaja elsősorban az ifjúságnak szóló fantasyregény. C. S. Lewis ezt a következőképp kívánta pontosítani: „… Meg kell értenünk, hogy csak abban az értelemben gyerekkönyv, hogy a sokszori olvasás közül az első megtörténhet már az óvodában is. Az Alice-t a gyerekek komolyan, a felnőttek nevetve olvassák; A hobbitot ellenben a legfiatalabb olvasók fogják a legmulatságosabbnak találni, és csak évekkel később, a tizedik vagy huszadik olvasás után kezdik majd kapisgálni, micsoda ügyes tudósmunka és mélységes elmélkedés érlelt mindent ilyen teljesre, ilyen barátságosra, és a maga módján ilyen igazra.” (Times Litterary Supplement, 1937. október 2.)
A hobbitot több, mint 40 nyelvre fordították le 2006-ig (ld. még: „Magyar kiadások”).

### Utóélete és a folytatás
A hobbit folytatása az író későbbi regénye, a háromkötetes A Gyűrűk Ura, mely számtalan szállal kapcsolódik a megelőző regényhez. A legfontosabb, hogy a törpök társaságában megtett utazás során találja meg Bilbó láthatatlanná tévő varázsgyűrűjét (valójában az Egy Gyűrűt), ezenkívül megszerzi a később életmentőnek bizonyuló mithril-páncélinget, és kardját, a Fullánkot.
Ezenkívül találkozik (és ezáltal az Olvasó is) többekkel Középfölde A Gyűrűk Urában is megjelenő népei (törpök, trollok, erdőtündék, orkok, wargok), fontos helyei (Völgyzugoly, Magányos Hegy) és hírességei (Gandalf, Elrond) közül. Bilbó útiélményeiről megírja a később Nyugatvégi Piros Könyvnek nevezett krónikáját.
A Gyűrűk Ura kedélyes indítása írásakor még azt is egy ehhez hasonló meseregénynek szánta, később kezdtek csak átütni az óidőkről szőtt gondolatai, amelyek végül az elmúlt nagyság, a mitikus dicsőség kifejezőjévé – és nem utolsósorban a huszadik század egyik leghíresebb regényévé – tették.

### Irodalmi és életrajzbeli előzmények és párhuzamok
1922 táján Tolkien egy versciklust kezdett íni, A Bimble-öböl meséi és dalai címmel. Ennek második versében (A sárkány látogatóban) megjelenik nemcsak egy, az öblöt feldúló sárkány, de egy vele szembeszálló Mrs. Biggins nevű alak is. A harmadik vers címszereplője, Glip, egy különös, sikamlós, barlangi teremtmény, a sötétben világító szemekkel.
A „hobbit” név eredete, hogy Tolkien honnan vette, nem dönthető el teljes bizonyossággal; Tolkien visszaemlékezései szerint, a szó (pontosabban: A hobbit című regény első mondata) mintegy véletlenül jutott eszébe 1930 körül, iskolai vizsgadolgozatok javítása közben, más visszaemlékezéseiben azonban azt is lehetségesnek tartotta, hogy tudat alatt más irodalmi művek vagy hatások is befolyásolhatták. Azok, akik Tolkien munkáival filológiai és irodalmi szempontból foglalkoznak, teljesen különböző, a „hobbit” szó kitalálására vezető forrásokat: köznyelvi fordulatokat vagy irodalmi műveket tartanak ihletadónak.
A hobbitokhoz sok tekintetben hasonló alakok megjelentek E. A. Wyke-Smith A sznergek csodálatos országa (The marvellous land of Snergs, a továbbiakban: Snergek) c. mesekönyvében is, melyben két kisgyermek egy távoli helyre, a sznergek országába kerül, és óriásokkal meg boszorkányokkal kerül szembe. A sznergek „egy olyan nép, amely kicsit magasabb egy átlagos asztalnál, de széles vállú és nagyon erős.” A sznergekről állíthatóak a hobbitokról elterjedt (esetenként, túlzó) középföldei vélekedések: butácskák, az étkezések pedig rendkívül fontosak a számukra. A könyv játékos, ironikus atmoszférájában is emlékeztet néhol A hobbitra, különösen az elejére. A könyvet Tolkien nemcsak ismerte, de igen nagyra tartotta, mint az angol tündérmese-irodalom kiválóságát. Egy 1955-ben W. H. Audenhez írt levele szerint a Snergek „alighanem tudatalatti forrás a hobbitokhoz, de semmi máshoz”, híres, a tündérmesékről tartott előadásának vázlataiban pedig ez található: „Szeretnék megemlékezni arról, mennyire szeretem és szeretik gyerekeim E. A. Wyke-Smith-től A snergek csodálatos országát, vagy legalábbis a mese snerg-motívumát, és Gorbót, a nehézfejűek gyöngyét, az útitársak drágakövét a kalandok során”.
Zsákos Bilbó alakja: jellemében többen felismerni vélik magát Tolkient. A már említett Snergek c. könyv sznerg főszereplőjét Gorbónak hívják. Nemcsak Bilbó, de a megyei hobbitok neveinek nagy része is hasonló hangzású.
A hobbitban szereplő törpnevek többsége (Óin és Balin kivételével), akárcsak Gandalfé, a Verses (vagy Régebbi) Edda egyik költeményében (A jósnő jövendölése, azaz Voluspa) is előfordul. A Ködhegység és főhősök benne átélt élményei többek szerint párhuzamba vonhatóak Tolkien Alpokban tett túrájának élményeivel. Tolkien ezen utazása során vásárolt egy képeslapot, melyet általában Gandalf alakjának megformálásában kulcsfontosságúnak tartanak.
Beorn („medve”) neve és lakhelye is óangol (Beorn terme egy tipikus ógermán épület leírása – mellesleg Tóvároshoz hasonló kőkori településeket is ismerünk), de a Hófehérke c. mese egyes régebbi változataiban (Hófehérke és Rózsapiros, megj. a The Blue Fairy Book c. Andrew Lang szerkesztette tündérmese-gyűjteményben 1889-ben) is szerepel már egy olyan, törpék által elátkozott királyfi, aki hol ember, hol pedig az erdőkben bolyongó vak medve.
A Magányos Hegynél Bilbó és Smaug sárkány (szintén óangolból, a Smugan szóból képzett név) részvételével bekövetkezett eseményekben felfedezhető a Beowulf egy-egy részlete. A regény legkorábbi változataiban nem Smaug volt a sárkány neve, hanem Pryftan, Gandalf mágus alakjának megfelelőjét Blathordinnak hívták, míg Gandalf a törpök vezérének (a későbbi Thorinnak) neve volt (Beorn neve itt még Medwed). A Smugan óangolul „egy résen való átfurakodást” jelent, Tolkien ezt a névválasztást „gyengécske filológiai tréfának” nevezte.
A műben megfigyelhető (vagy feltételezett) kortárs hatások közül A Snergek mellett említhető George MacDonald A hercegnő és a koboldja (The princess and the Goblin), vagy Sinclair Lewis 1922-ben kiadott, Babbitt c. regénye, mely egy – Tolkien szavaival, „burzsoá önelégültséget hordozó” – amerikai üzletembernek a megszokott medréből kitérő életéről szól.

## Magyar kiadások

### Filológiai problémák
Tolkien műveinek már eredeti, de a szerző halála után napvilágot látott kiadásai során is állandóan gondot okozott, hogy művei több szövegváltozatban is léteznek. Tolkien sokszor átdolgozta műveit, néha művészi elgondolásainak változásai miatt, néha azért, hogy a benne talált önellentmondásokat kiküszöbölje, vagy hogy régebben kiadott, de általában újabban íródott művei és régebben írt, de még kiadatlan művei között összhangot teremtsen. Hogy melyik az „igazi” szövegváltozat, ha egyáltalán létezik ilyen; azt sokszor az örökösök is nehezen döntötték el. A hobbit és a folytatás, A Gyűrűk Ura terminológiája a fenti típusú konvencióváltozások – a gyermekmesék és „magasabb” vagy „komolyabb” irodalmi mű stílusa közti különbségtétel – miatt már az angol eredetiben is eltér (például előbbiben a gonosz barlanglakó lények goblinok, A Gyűrűk Urában viszont orc-ok). Lásd vitatott kérdések, ellentmondások.

### Szobotka Tibor és Tótfalusi István fordítása
Tolkien regénye Magyarországon először 1975-ben jelent meg, Szobotka Tibor fordításában, Tótfalusi István versbetéteivel, A babó címmel. A kiadást kezdetben a Móra Könyvkiadó, később a Ciceró Könyvkiadó végezte. Az 1975-ös első kiadást Szecskó Tamás illusztrálta. A későbbi kiadások tartalmazzák Tolkien tizenkét saját művészi illusztrációját is: egy – Tolkien-műben elmaradhatatlan – térképet, a címlapot egy sárkánnyal, a trollok tábortüzéről készített grafikát, egy-egy festményt Hobbitfalva nagy dombjáról, a Sasok uráról és Smaug sárkányról, továbbá két grafikát a Magányos Hegyről és egyet-egyet Beorn terméről, a Tóvárosról, Bilbó zsáklaki otthonáról és a tündekirály (Thranduil) csarnokairól.
A Gyűrűk Ura magyar nyelvű megjelenésétől kezdve gondot okozott az olvasóknak, hogy – bár ez A hobbit folytatása és nagyon sok tekintetben vele egységes művet képez – az utóbbi fordítói, Szobotka Tibor és Tótfalusi István egészen máshogy ültették át magyarra a két mű hasonló jelentésű angol kifejezéseit, mint az előbbi regény fordítói, Göncz Árpád, Réz Ádám és Tandori Dezső. Ez csak részben indokolható azzal, hogy a két mű már eredetileg is a szerző eltérő elgondolásainak jegyeit viseli, a fordítói szabadságból eredő eltérések a magyar fordítások eltéréseit tovább növelték. Jó példa a manók/koboldok népe (ld. vitatott kérdések), vagy Gollum alakja (5. fejezet); az ő neve Szobotkánál Nyelem (magyarítás), a Gyűrűk Urában viszont Gollam (fonetikus átírás); míg például Szobotkánál Took illetve Bilbo Baggins szerepel (nincs magyarítás), addig a Gyűrűk Urában Tuk illetve Zsákos Bilbó (fonetikus átírás illetve magyarítás). Bár a Szobotka-Tótfalusi fordítás sokkal előbb keletkezett, mint A Gyűrűk Uráé, az utóbbi terminológiája később elterjedtebbé és elfogadottabbá vált, és ezért felmerült az igény A hobbit olyan fordításának elkészítésére, mely illeszkedik A Gyűrűk Ura nyelvezetéhez. A Ciceró Kiadó A hobbit szövegkritikai kiadásának átvételével ennek az igénynek is meg kívánt felelni.

#### A szövegkritikai kiadás
A regény Magyarországon 2006. április 21-én, a könyvfesztivál idején jelent meg újra Douglas A. Anderson szerkesztésében és új kiadásban, A hobbit címen. Ez utóbbi egy ún. szövegkritikai kiadás, jegyzetekkel ellátva, átdolgozott magyar fordításban. Douglas A. Anderson közel 400 szövegelemzést, magyarázó függeléket, valamint szövegváltozatokat bemutató jegyzeteket készített a műhöz. Több kiegészítő fejezet, irodalomjegyzék, 150, részben Tolkien, részben más művészek illusztrációinak bemutatása gazdagítja A hobbit 1937 óta megjelent mintegy 40 fordításának bemutatását.
A magyar fordítók számára problémát okoz, hogy a magyar Tolkien-terminológia nem egységes (ld. fentebb). E kiadás magyar változata számára az eredeti, Szobotka-Tótfalusi fordítás verseit maga Tótfalusi István dolgozta át, a fordítás más részeiben a Magyar Tolkien Társaság tagjai is segítettek.

### Gy. Horváth László és N. Kiss Zsuzsa fordítása
Az új fordítás először 2006-ban, Alan Lee illusztrációival, majd 2011-ben (ez a „fekete táblás” kiadás, a kötéstáblán Tolkien Smaug-rajzával, illusztrációk nélkül) jelent meg. A 2006-os változat A Gyűrűk Ura akkori terminológiájával és névalakjaival harmonizált, a 2011-esbe pedig a fordító beledolgozta mindazokat a változtatásokat is, amelyeket A Gyűrűk Ura 2008-as kiadásában hajtott végre az Európa Könyvkiadó a Tolkien Társaság közreműködésével. A 2006-os kiadás borítóján és címnegyedében az angol rúnák helyett székely–magyar rovásírást használtak a magyar nyelvű feliratok megjelenítésére, a 2011-es kiadás visszatért a rúnákhoz.

### Terminológiai összehasonlító táblázatok
A szóhasználat- és fordításbeli eltérések bemutatására, néhány (a változtatások jellemző példájául szolgáló) név terminológiájának alakulása A hobbit magyar fordításaiban és A Gyűrűk Urában:
| \| Móra–Ciceró-szövegváltozat \| A Gyűrűk Ura fordítása \| Szövegkritikai kiadás \| Európa-változat \| \| Népnevek \| Népnevek \| Népnevek \| Népnevek \| \| -------------------------- \| -------------------------------- \| ---------------------- \| -------------------------- \| \| babó(k) \| hobbit(ok) \| hobbit(ok) \| hobbit(ok) \| \| törpe(´k) \| törp(ök) \| törp(ök) \| törp(ök) \| \| varázsló(k) \| mágus(ok) \| mágus(ok) \| mágus(ok) \| \| manó(k) \| ork(ok) (esetenként: kobold(ok)) \| kobold(ok) \| goblin(ok) / kobold(ok)* \| \| tündér(ek) \| tünde(´k) \| tünde(´k) \| tünde(’k) \| \| Személy- és családnevek \| \| \| \| \| Bilbo \| Bilbó \| Bilbó \| Bilbó \| \| Baggins(ok) \| Zsákos(ok) \| Zsákos(ok) \| Zsákos(ok) \| \| Took(ok) \| Tuk(ok) \| Tuk(ok) \| Tuk(ok) \| \| Tölgyfapajzsi Thorin \| Tölgypajzsos Thorin \| Tölgypajzsos Thorin \| Tölgypajzsos Thorin \| \| Gloin \| Glóin \| Gloin \| Glóin \| \| Nyelem \| Gollam \| Gollam \| Gollam \| \| Smaug \| Szmóg / Smaug* \| Smaug \| Szmóg / Smaug* \| \| Bill Huggins \| – \| Öles Villi \| Öles Vili \| \| Földrajzi nevek \| \| \| \| \| Kerekország \| A Megye \| Kerekország \| A Megye \| \| Az Utolsó Otthonos Ház \| Az Utolsó Meghitt Otthon \| Az Utolsó Otthonos Ház \| Az Utolsó Meghitt Otthon \| \| Rivendell \| Völgyzugoly \| Völgyzugoly \| Völgyzugoly \| \| Ködös Hegyek \| Ködhegység \| Ködhegység \| Ködhegység \| \| Setéterdő \| Bakacsinerdő \| Bakacsinerdő \| Bakacsinerdő \| \| Völgyváros \| Suhatag \| Völgyvidék \| Suhatag \| \| Egyéb \| \| \| \| \| (Az) Őskő \| Arkenkő \| Arkenkő \| Arkenkő \| \| szívem szottya \| drágaszágom \| drágaszágom \| drágaszágom \| \| kreksz \| cram \| cram \| cram \| \| Szent Iván éje \| – \| Nyárközép éje \| Évközép éje \| \| ezüsttel ötvözött acél \| valóezüst / móriaezüst / mithril \| ezüstacél \| mithril \| \| Nagy Manó \| – \| Óriáskobold \| Nagy Goblin / Nagy Kobold* \| |                                  |                        |                            |
| *A 2008-as terminológiai átdolgozás után. |                                  |                        |                            |
| Móra–Ciceró-szövegváltozat | A Gyűrűk Ura fordítása           | Szövegkritikai kiadás  | Európa-változat            |
| Népnevek |                                  |                        |                            |
| babó(k) | hobbit(ok)                       | hobbit(ok)             | hobbit(ok)                 |
| törpe(´k) | törp(ök)                         | törp(ök)               | törp(ök)                   |
| varázsló(k) | mágus(ok)                        | mágus(ok)              | mágus(ok)                  |
| manó(k) | ork(ok) (esetenként: kobold(ok)) | kobold(ok)             | goblin(ok) / kobold(ok)*   |
| tündér(ek) | tünde(´k)                        | tünde(´k)              | tünde(’k)                  |
| Személy- és családnevek |                                  |                        |                            |
| Bilbo | Bilbó                            | Bilbó                  | Bilbó                      |
| Baggins(ok) | Zsákos(ok)                       | Zsákos(ok)             | Zsákos(ok)                 |
| Took(ok) | Tuk(ok)                          | Tuk(ok)                | Tuk(ok)                    |
| Tölgyfapajzsi Thorin | Tölgypajzsos Thorin              | Tölgypajzsos Thorin    | Tölgypajzsos Thorin        |
| Gloin | Glóin                            | Gloin                  | Glóin                      |
| Nyelem | Gollam                           | Gollam                 | Gollam                     |
| Smaug | Szmóg / Smaug*                   | Smaug                  | Szmóg / Smaug*             |
| Bill Huggins | –                                | Öles Villi             | Öles Vili                  |
| Földrajzi nevek |                                  |                        |                            |
| Kerekország | A Megye                          | Kerekország            | A Megye                    |
| Az Utolsó Otthonos Ház | Az Utolsó Meghitt Otthon         | Az Utolsó Otthonos Ház | Az Utolsó Meghitt Otthon   |
| Rivendell | Völgyzugoly                      | Völgyzugoly            | Völgyzugoly                |
| Ködös Hegyek | Ködhegység                       | Ködhegység             | Ködhegység                 |
| Setéterdő | Bakacsinerdő                     | Bakacsinerdő           | Bakacsinerdő               |
| Völgyváros | Suhatag                          | Völgyvidék             | Suhatag                    |
| Egyéb |                                  |                        |                            |
| (Az) Őskő | Arkenkő                          | Arkenkő                | Arkenkő                    |
| szívem szottya | drágaszágom                      | drágaszágom            | drágaszágom                |
| kreksz | cram                             | cram                   | cram                       |
| Szent Iván éje | –                                | Nyárközép éje          | Évközép éje                |
| ezüsttel ötvözött acél | valóezüst / móriaezüst / mithril | ezüstacél              | mithril                    |
| Nagy Manó | –                                | Óriáskobold            | Nagy Goblin / Nagy Kobold* |

Látható: nem arról van szó, hogy a szövegkritikai kiadás egyszerűen hozzáigazította volna A hobbit magyar szóhasználatát A Gyűrűk Uráéhoz, az utóbbinak akár angol, akár magyar változatához. A fordítók figyelembe vették az eredeti könyvek szemléletbeli eltéréseit (kvázi mesekönyv → fantasy-kalandregény), illetve azt is, hogy A Gyűrűk Urában is vannak „fordítási hibák” – például a Tolkien által írt Fordítási útmutató (ld. A Gyűrűk Ura, Függelék) figyelmen kívül hagyása –, a törpök sinda eredetű neveit eszerint nem szabad lefordítani, így ami A Gyűrűk Urában Glóin, az A hobbitban helyesebben szerepel a Gloin név alatt.

## Szereplők
- Zsákos Bilbó (eredetileg Bilbo Baggins, az első fordításban szintén Bilbo Baggins), a hobbitok népébe tartozó főhős. Szeret enni és lustálkodni, de kalandvágy és hősiesség is van benne.
- Gandalf, a nagy mágus, aki kiválasztja Bilbót a törpök segítőtársának
- Tölgypajzsos Thorin, Erebor elűzött királyának az unokája, a törpök vezére
- Gollam (az első fordításban Nyelem), az Egy Gyűrű birtoklója
- Beorn, a bőrváltó ember, segít a törpöknek
- Elrond, Völgyzugoly ura
- Balin, törp, Thorin társa
- Dwalin, törp, Thorin társa
- Óin, törp, Thorin társa
- Glóin, törp, Thorin társa
- Fili, törp, Thorin társa
- Kili, törp, Thorin társa
- Dori, törp, Thorin társa
- Nori, törp, Thorin társa
- Ori, törp, Thorin társa
- Bifur, törp, Thorin társa
- Bofur, törp, Thorin társa
- Bombur, törp, Thorin társa
- Thranduil, a Bakacsinerdő tündekirálya
- Bard, Suhatag urainak leszármazottja, a sárkány lemészárlója
- Dáin, a Vasdombok törpkirálya, Thorin rokona, később ő lesz a Hegymély Királya
- Smaug, a sárkány

## Cselekmény
A főhős, a hobbitok népébe tartozó Bilbó méltó bérezés fejében és némi kalandvágytól sarkallva, tizenhárom törp (Thorin, Óin, Glóin, Ori, Dori, Nori, Fili, Kili, Bifur, Bofur és Bombur, Dwalin és Balin) és Gandalf, a mágus társaságában felkerekedik, hogy visszaszerezze a törpök ősi tulajdonát Smaugtól, a sárkánytól, közben bejárják Középfölde északi területeit. Miután a társaság útra kel, Gandalf hirtelen eltűnik. Este a törpék és Bilbó tábortűzre lesznek figyelmesek, ezért elküldik Bilbót kémkedni. Bilbó három trollt talál, akik fogságba ejtik, akárcsak a segítségére siető törpéket. A társaságot Gandalf menti meg, azzal, hogy a trollok hangját utánozva vitát szít a szörnyek között, akik addig marakodnak, amíg a felkelő nap kővé nem dermeszti őket. A kaland után Bilbóék Elrond házában, Völgyzugolyban pihennek meg, aki Thorin térképének különleges hold-rúnáinak megfejtésével segít a törpöknek, hogy később be tudjanak jutni Ereborba.
Völgyzugolyból a társaság a Ködhegység felé veszi útját, ám ott koboldok támadnak rájuk, és Bilbó elkeveredik a többiektől: lezuhan egy alagútba, ahol találkozik Gollammal (Szobotka Tibor fordításában: Nyelem), és talál egy gyűrűt. Gollam egy találóskérdés-párbajra hívja ki Bilbót, ahol az nyer, akinek nem tudják kitalálni a találós kérdését. A párbajt Bilbó nyeri; (véletlen) kérdésére („Mi van a zsebemben?”) Gollam nem tud válaszolni, de meg akarja szegni az ígéretét és gyűrűje segítségével meg akarja ölni a hobbitot. Ám még nagyobb haragra gerjed, amikor rájön, hogy a gyűrű Bilbónál van. A hobbit szerencséjére a gyűrű az ujjára csúszik, és ettől láthatatlanná válik, így sikerül megmenekülnie, és utoléri Gandalfot és a törpöket. Miközben folytatják útjukat, vargok és koboldok támadnak rájuk, de Gandalf felgyújtja az erdőt, amivel elűzik ellenségeiket, azonban csak a kőszáli sasok mentik meg őket az erdőtűztől. Miután elbúcsúztak a sasoktól, Bilbó, Gandalf és a törpök Beornnál pihennek, egy embernél, aki medvévé tud változni. Ezek után Bilbó és a törpök a Bakacsinerdő felé veszik útjukat, ahol Bilbónak először pókoktól, majd az erdei tündéktől kell megmentenie a törpöket (utóbbiak börtönbe vetik a társaságot).
A törpök és Bilbó ezután Tóvárosban készülnek fel Smaug kiűzésére. A társaság megérkezik a Magányos Hegyhez (Ereborhoz). Bilbó kétszer is lemegy Smaughoz, és kideríti, mi a sárkány gyenge pontja. El is mondja felfedezését a törpöknek. Egy (különleges, mágikus fajtába tartozó) rigó kihallgatja őket, és elviszi a hírt Tóvárosba. A sárkány a hobbit másodszori lenn tartózkodása során rájön, hogy Tóváros segíti a csapatot, ezért elmegy bosszút állni. Ezalatt Bilbó még egyszer lemegy, ezúttal a törpökkel, és megtalálja az Arkenkövet, a törpök becses kincsét, de vitatható módon megtartja magának, ami miatt összeveszik Thorinnal (bár Thorin egy korábbi ígérete miatt, igazából jogosan vette magához). Bilbó ugyancsak kap egy mithrilből készített páncélinget. Eközben Smaug megtámadja Tóvárost, de Bardnak sikerül őt megölnie a rigó információja segítségével. Smaug halálának hírére a koboldok, a vargok, az emberek, a tündék, és a törpök a Magányos Hegyhez gyűlnek, és megvívják az Öt Sereg Csatáját a sárkány (pontosabban, a törpök) kincséért. A konfliktus kezdetben a törpök, illetve a laza szövetségben érkező tündék és emberek között pattan ki, mivel részt követelnek a törpöktől a segítségért, illetve kárpótlást a Tóvárosban esett kárért, de Thorin szívét (is) elönti a kapzsiság, és nem hajlandó alkudni. Így a törpök ostromzár alá kerülnek a csak most visszafoglalt erősségükben, Ereborban. Az ork sereg érkezése azonban egyesíti a veszekedő feleket, sőt további segítség érkezik Beorntól és a Sasoktól. A csatát megnyerik az emberek, a tündék, és a törpök, de meghal Thorin, Fili és Kili. Bilbó Thorin halálos ágyán kibékül a törppel. Bilbó ugyan csak kevés aranyat fogad el, de így is nagyon gazdag lesz és elkezdi megírni utazása történetét. Még maga sem tudja, de a Gollam barlangjában talált gyűrű pedig sok későbbi baj okozója lesz (amit A Gyűrűk Ura című regény mesél el).

## Vitatott kérdések, ellentmondások
- Rokoni viszonyok (1. fejezet). A hobbit több szereplőjének rokonsági viszonyai egyáltalán nem egyeznek meg A Gyűrűk Ura megfelelő szereplőinek viszonyaival. Zsákos Bilbó némileg más rokoni viszonyban van például Tuk „Bikabúgó” Bandobrasszal, mint A Gyűrűk Ura családfa-függelékeiben. A hobbitban Bikabúgó déd-déd-dédnagybátyja (great-great-grand-uncle) Bilbónak, A Gyűrűk Ura C függelékének Tuk-családfája szerint viszont sokkal kevesebb nemzedéknyi távolságra vannak: Bikabúgó Bilbó ükapjának a testvére,[16] és A hobbit Thorinra vonatkozó megjegyzései sem egyeztethetőek össze A Gyűrűk Ura törp-családfáival. Tolkien elfelejtette A hobbit ilyesfajta utalásait a később írt A Gyűrűk Ura függelékeihez igazítani, pedig másfajta következetlenségeket átigazított A hobbit azon kiadásaiban, melyek A Gyűrűk Ura megjelenése után jelentek meg.
- Orkok (5. fejezet). A hobbit és a folytatás, A Gyűrűk Ura terminológiája Tolkiennek a gyermekmesékkel és saját világával kapcsolatos koncepcióváltásai miatt már az angol eredetiben is eltér; például előbbiben a gonosz barlanglakó lények goblinok, A Gyűrűk Urában viszont orcok. E kifejezést A hobbit első magyar kiadásának fordítója, Szobotka Tibor manónak fordította, a Göncz Árpád, Réz Ádám és Tandori Dezső fordította A Gyűrűk Ura viszont általában orkoknak (ritkábban, például a II. könyv. 1. fejezetében, koboldoknak) nevezik őket. A hobbitban kétszer fordul elő az „ork” szó (az Orcrist nevű kard előtagján kívül), és mindkétszer a koboldok olyan nagy termetű fajtájaként, melyek még ezeknél is szörnyűbb külsejűek. „Egy kicsit alacsony ez a járat a koboldoknak, legalábbis a nagyobbaknak – gondolta Bilbó, nem tudva, hogy még a nagyobbak, a hegyi orkok is, a hegyek szörnyei, kétrét görnyedve sietnek végig rajtuk, miközben kezük szinte a földet éri.” – szövegkritikai kiadás 142. oldal; ill. „Mielőtt a Bakacsinerdőt észak felől megkerülnétek, máris a Szürkehegység lejtőin vagytok, s ezek csak úgy hemzsegnek a koboldoktól, óriáskoboldoktól és a legszörnyűbb külsejű orkoktól” – szövegkritikai kiadás 188. oldal.
- Radagast és Gandalf (7. fejezet). Az angol szövegben Gandalf Beornnak bemutatkozva egy másik mágust, Radagastot az „unokatestvérének”(?) (cousinjának) nevez (a Szobotka-fordítás 3. kiadásában ez a 100. oldal 7.–8. sora; a szövegkritikai kiadásban a 170. oldal alulról a 9. sora). A szó általában unokafivért jelent, és Szobotka Tibor is így fordította, a szövegkritikai kiadás szerkesztője, D. A. Anderson, illetve fordítója-lektora, Füzessy Tamás szerint (szövegkritikai kiadás 170. oldal 6. jegyzet) azonban közeli rokont is jelenthet, átvitt értelemben pedig honfitársat, a beszélővel egy népbe tartozót (ő a szót „jó rokon”-nak fordította), illetve „bensőséges barátok egymás közötti megszólítását” is. A mágusok, mint Radagast esetében, akik végső soron emberi alakban Középföldén járó szellemek (ún. maiák), furcsa unokatestvéri vagy bármilyen hasonló viszonyról beszélni, hiszen a mágusoknak nincsenek szüleik, sem más rokonaik. Lehetséges, hogy Gandalf a cousin szót már a korai szövegváltozatokban is egyszerűen „honfitárs”-nak (azaz: mágustársnak) értette. Vagy talán egy korai máguskoncepció maradványa, mely szerint a mágusok egyszerűen emberek? Az utóbbi azonban kevésbé valószínű. Tolkien, sok következetlenséget és A Gyűrűk Urával való ütközést javított az eredeti 1937-es kiadás után, ezt a szót mégsem javította, ami – hacsak nem arról van szó, hogy elkerülte a figyelmét – arra utalhat, hogy nem tartotta szükségesnek.

## Érdekességek
- A regény szerint a hobbitok nemcsak a pipázást találták ki, de a golfjátékot is. Ez akkor történt, mikor Tuk Bandobras, a hobbitvezér (a zöldmezei csatában) megfutamította a Megyébe tolakodó gram-hegyi koboldokat, és husángjának egyetlen csapásával leütötte főnökük, Golfimbul fejét, ami száz yardot repülve egy nyúlüregbe esett.
- A szövegkritikai kiadás végén található egy rövid Tolkien-novella, Az erebori kutatás címmel, mely eredetileg A Gyűrűk Ura függelékébe került volna, de terjedelmi okok miatt végül kihagyták. Ez Frodó egy feljegyzése, mely szerint a nagy Gyűrűháború lezárulta és Elessar Telcontar király (eredeti nevén Aragorn) megkoronázása után Gandalf Gimlivel és Tuk Peregrinnel (Pippin) beszélgetve Minas Tirithben elbeszéli, hogyan találkozott Thráinnal és mik voltak a fő motivációi a törp-expedícióhoz való csatlakozásra és Bilbó bevonására.
- A regény amerikai kiadójánál, a HMC-nél úgy gondolták, rendelni kellene néhány színes rajzot is „jó amerikai rajzolóktól” Tolkien fekete-fehér rajzai mellé. Tolkien az A&U-n keresztül értesült szándékukról és beleegyezett, azzal a feltétellel, hogy megvétózhasson „bármit, ami a Disney Stúdióban készült (melynek minden művétől irtózom)”.[17]

### Magyar kiadások
- John Ronald Reuel Tolkien: A babó, fordította Szobotka Tibor, versfordítások: Tótfalusi István, illusztrálta: Szecskó Tamás, Móra Könyvkiadó, Budapest, 1975, ISBN 963-11-0374-9 .
- John Ronald Reuel Tolkien: A hobbit – „Egyszer oda, aztán vissza”, szövegkritikai kiadás, szerkesztette Douglas A. Anderson, átdolgozott magyar fordításban, fordították: Szobotka Tibor, Tótfalusi István és a Magyar Tolkien Társaság (Füzessy Tamás, Ürmössy Zsuzsanna és mások), Ciceró Könyvstúdió, 2006, ISBN 963-539-515-9 .
- J. R. R. Tolkien: A hobbit vagy: Oda-vissza, fordította Gy. Horváth László, a versbetéteket fordította N. Kiss Zsuzsa, illusztrálta Alan Lee, Budapest, Európa, 2006, ISBN 963-07-8162-X
- J. R. R. Tolkien: A hobbit vagy: Oda-vissza (a „fekete táblás” kiadás), fordította Gy. Horváth László, a versbetéteket fordította N. Kiss Zsuzsa, Budapest, Európa, 2011, ISBN 978-963-07-9336-0
- J. R. R. Tolkien: A hobbit, fordította Gy. Horváth László, a versbetéteket fordította N. Kiss Zsuzsa, illusztrálta Jemima Catlin, Budapest, Magvető Könyvkiadó, 2020, ISBN 9789631426434

#### Feldolgozások
- Charles Dixon és Sean Deming: A hobbit. Illusztrációk: David Wenzel, ford. Lacza Katalin (Képregény Tolkien műve alapján.) Ciceró, Budapest, 2002. ISBN 963-539-379-2